# Félicité (prénom)
Pour l’article homonyme, voir Félicité.
Félicité est un prénom féminin, fêté principalement le 23 novembre. Félicité de Carthage est fêtée avec Perpétue le 7 mars en Occident et localement le 1er février en Orient.

## Étymologie
Félicité vient du nom commun latin felicitas, « bonheur, chance ».

## Variantes
Les principales variantes à ce prénom sont : Félice, Félicia, Féliciana, Feliciane, Féliciane, Félicianna, Félicianne, Félicie, Félicity, Félise, Felixa, Félixia, Félixiane, Félixianne, Félixie, Felizia, Filiz.

## Popularité du prénom
Au début de 2012, près de 1 454 personnes étaient prénommées Félicité en France. C'est le 704e prénom le plus attribué au XXe siècle dans ce pays. L'année où il a été attribué le plus est 1908, avec un nombre de 124 naissances, le prénom connaissant un certain déclin jusque dans les années 1990 qui le voient regagner timidement en popularité.

## Personnes portant ce prénom
- Pour voir tous les articles concernant les personnes portant ce prénom, consulter les pages commençant par Félicité.

## Saintes chrétiennes
- Plusieurs saintes portent ce nom : voir sainte Félicité .